# Souidania
Souidania (în arabă سويدانية) este o comună din provincia Alger, Algeria.
Populația comunei este de 17.105 locuitori (2008).